# التسلسل الزمني لتاريخ أكادير
التسلسل الزمني لتاريخ أكادير، أهم الأحداث والوقائع التاريخية التي شهدتها مدينة أكادير في المغرب.

## قبل القرن العشرين
- 100ق.م - زيارة المؤرخ اليوناني بوليبيوس للمدينة
- 1505 - دخول البرتغاليين إلى المدينة
- 1541 - بناء قصبة أكادير أوفلا من طرف السعديين
- 1731 - إعادة التأسيس بعد الزلزال

## القرن العشرين
- 1911 - رسو المدمرة الألمانية بانثر بالمدينة لحماية الجالية الألمانية المقيمة فيها مما أحدث ما يعرف بأزمة أكادير بين فرنسا وألمانيا
- 1946 - تأسيس نادي حسنية أكادير
- 1960 - إعادة التأسيس بعد الزلزال، من طرف الملك محمد الخامس

## القرن الواحد والعشرين
- 2020 - زيارة الملك محمد السادس لمدينة أكادير.